# لپس
لپس (به آلمانی: Leps) یک منطقهٔ مسکونی در آلمان است که در تسبرست واقع شده‌است. لپس  ۳۱۶ نفر جمعیت دارد.